# Louis Joseph Delaporte
Louis Joseph Delaporte (Saint-Hilaire-du-Harcouët, 22 de octubre de 1874-Wołów, 24 de febrero de 1944) fue un orientalista francés, especialista en la civilización hitita.

## Biografía
Estudió matemáticas y luego, desde 1901, asirio y siríaco en la École Pratique des Hautes Études. Doctor en Filosofía (1903), obtuvo un diploma de la École du Louvre (1904).
En 1909 publicó los catálogos de cilindros orientales del Museo Guimet, de la Biblioteca Nacional (1910) y el Museo del Louvre (1920-1923). Se convirtió en profesor en el Instituto Católico de París en 1921 y, en 1930, fundó la Société des Études Hittites et Asianiques y la Revue hittite et asianique.
De 1933 a 1939, dirigió importantes excavaciones en Arslantepe cerca de Malatya (Turquía), donde destacó el descubrimiento de un pasaje monumental decorado con dos leones guardianes, ubicado entre dos patios de un palacio cuyas paredes tienen frisos de animales y escenas de libación.
Fue miembro de la resistencia, y murió deportado en 1944 en el campo de concentración de Wołów.

## Obras principales
- La glyptique de l'Assyrie, 1910
- Épigraphes araméens, 1912
- Fouilles et missions, 1920
- Inventaire des tablettes de Tello, Vol.4, 1923
- La Mésopotamie, les civilisations babylonienne et assyrienne, 1923
- Les Hittites, 1936
- Manuel de langue hittite, 4 vol., 1929-1933
- Pour lire le hittite cunéiforme, 1934
- Les Peuples de l'Orient méditerranéen, 1938
- L'Iran antique, 1943